# Leah Remini
Leah Marie Remini (ur. 15 czerwca 1970 w Brooklynie w Nowym Jorku) – amerykańska aktorka, scenarzystka i producentka telewizyjna. Jej matka jest austriacką Żydówką, ojciec Włochem z Sycylii. Znana jest z roli Carrie Heffernan w sitcomie Diabli nadali (The King of Queens).

## Wybrana filmografia

### Filmy fabularne
- 2003: Old School: Niezaliczona jako Lara Campbell

### Seriale TV
- 1989: Living Dolls jako Charlene 'Charlie' Briscoe
- 1991: Byle do dzwonka (Saved by the Bell) jako Stacey Carosi
- 1991: Paradise, znaczy raj (Paradise) jako Rose
- 1991–93: Zdrówko (Cheers) jako Serafina Tortelli
- 1993: Miasteczko Evening Shade jako Daisy
- 1994: Renegat (Renegade) jako Tina
- 1995: Diagnoza morderstwo (Diagnosis: Murder) jako Agnes Benedetto
- 1995: Przyjaciele (Friends) jako Lydia
- 1996: Nowojorscy gliniarze (NYPD Blue) jako Angela Bohi
- 1996: Pan Złota Rączka (Home Improvement) jako Maria Gomez
- 1996: Motomyszy z Marsa (Biker Mice from Mars) jako Carbine (głos)
- 1998-2007: Diabli nadali (The King of Queens) jako Carrie Heffernan
- 2013: Rozmontowani (Family Tools) jako Terry Baumgardner
- 2013: Fineasz i Ferb (Phineas and Ferb) jako Doreen
- 2017: Prawo Milo Murphy’ego (Milo Murphy's Law) jako Pani Baxter (głos)
- 2017: Kevin Can Wait jako Vanessa Cellucci